# Communauté de communes du Pays de Colombey et du Sud Toulois
La communauté de communes du Pays de Colombey et du Sud Toulois est une communauté de communes française, située dans les départements de Meurthe-et-Moselle et des Vosges, et dans la région Grand Est.

## Historique

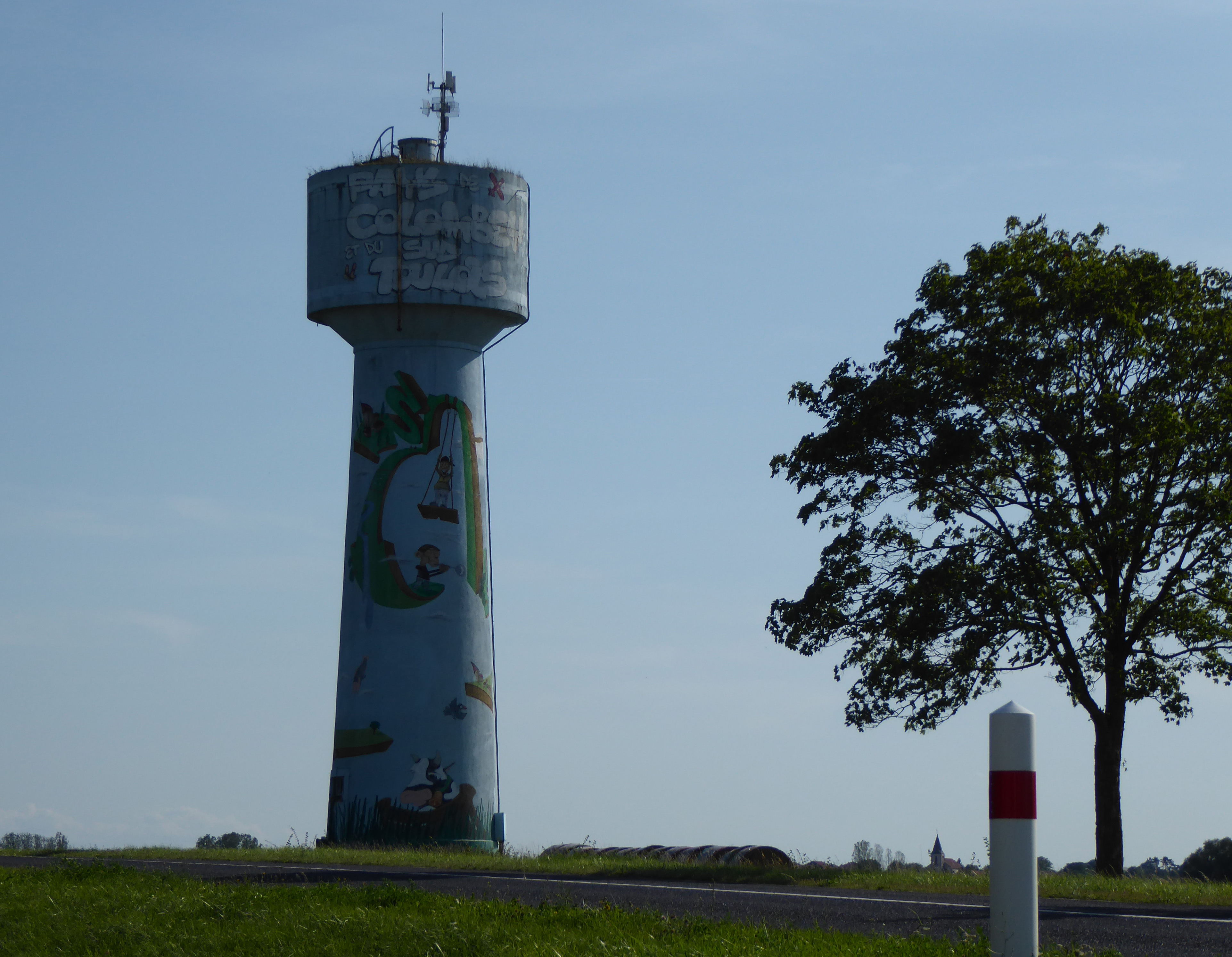
Château d'eau « Pays de Colombey et du Sud Toulois » à Moutrot

En 1978, avec l'élection du nouveau conseiller général du canton de Colombey-les-Belles, Michel Dinet, une équipe d'une quarantaine de personnes travaille sur une photographie de la situation du canton et de ses 31 communes et 6 500 habitants. Ainsi, en 1979, un Livre Blanc est publié sur la situation désastreuse du canton afin de provoquer un sursaut des élus municipaux. Les 31 communes décident de créer l'association « Avenir et Défense du Canton de Colombey-les-Belles » (ADCC) et choisissent comme domaines d'action prioritaire : l’agriculture, les personnes âgées, le commerce et la communication.
En octobre 1985, le « SIVOM du Pays de Colombey et du Sud Toulois » est créé avec des règles de fonctionnement particulière : un retrait et une entrée libre des communes, une participation à la carte aux actions, un renouvellement annuel des membres du bureau et un fonctionnement original associant élus et non élus. Le SIVOM atteint un nombre de 38 communes réparties sur 2 cantons.
En 1989, le SIVOM est transformé en District à fiscalité propre. Ainsi, en 1993, 6 objectifs prioritaires sont définis pour les 5 ans à venir : 1. Revenir à un solde migratoire positif, 2. Favoriser l’accueil d’activités nouvelles et la création d’emplois supplémentaires, 3. Renforcer le maillage du pays, 4. Faire fructifier l’esprit de pays, 5. Aller vers une véritable structuration professionnelle de la filière touristique, 6. Traiter les problèmes de l’environnement.
Par arrêté préfectoral du 8 septembre 1998, le Pays de Colombey et du Sud Toulois est constaté comme un  « Pays », au titre de la Loi Pasqua d'orientation pour l'aménagement et le développement du territoire du 4 février 1995 sur la création des pays, puis reconnu périmètre d’étude dans le cadre de la Loi Voynet d'orientation pour l'aménagement et le développement durable du territoire du 25 juin 1999 portant modification de la précédente.
Le 1er janvier 2001, le District est transformé en la « Communauté de communes du Pays de Colombey et du Sud Toulois », la fiscalité mixte est alors mise en place.
En 2002, le « Pays de Colombey et du sud Toulois » lance une réflexion sur son élargissement aux intercommunalités voisines. Ainsi, en 2005, le « Pays du Sud Ouest Meurthe-et-Mosellan » est créé.
En 2009, les communes de Maconcourt, Pleuvezain et de Soncourt quittent la communauté de communes pour intégrer la Communauté de communes du Pays de Châtenois (EPCI des Vosges).
Le 1er janvier 2014, la commune de Villey-le-Sec quitte la communauté de communes pour adhérer à celle du Toulois et la commune de Sexey-aux-Forges pour celle de Moselle et Madon, par arrêté préfectoral du 22 novembre 2013. La commune de Saulxerotte, sans intercommunalité, intègre la communauté de communes, par arrêté préfectoral du 21 octobre 2013.
Le 1er janvier 2017, la commune d'Aroffe quitte la communauté de communes pour rejoindre la communauté de communes de l'Ouest Vosgien.

## Territoire communautaire

### Composition
La communauté de communes est composée des 38 communes suivantes :

| Nom                         | Code Insee | Gentilé       | Superficie (km2) | Population (dernière pop. légale) | Densité (hab./km2) |
| --------------------------- | ---------- | ------------- | ---------------- | --------------------------------- | ------------------ |
| Colombey-les-Belles (siège) | 54135      | Colombéens    | 17,59            | 1 430 (2022)                      | 81                 |
| Aboncourt                   | 54003      | Aboncourtois  | 6,93             | 90 (2022)                         | 13                 |
| Allain                      | 54008      |               | 16,48            | 490 (2022)                        | 30                 |
| Allamps                     | 54010      | Allampois     | 7,21             | 501 (2022)                        | 69                 |
| Bagneux                     | 54041      | Balnéolais    | 8,6              | 130 (2022)                        | 15                 |
| Barisey-au-Plain            | 54046      | Barisiens     | 10,85            | 392 (2022)                        | 36                 |
| Barisey-la-Côte             | 54047      |               | 3,87             | 270 (2022)                        | 70                 |
| Battigny                    | 54052      | Battigniens   | 6,41             | 145 (2022)                        | 23                 |
| Beuvezin                    | 54068      |               | 7,72             | 88 (2022)                         | 11                 |
| Blénod-lès-Toul             | 54080      | Béléniens     | 17,6             | 1 028 (2022)                      | 58                 |
| Bulligny                    | 54105      | Bulignaciens  | 10,49            | 534 (2022)                        | 51                 |
| Courcelles                  | 54140      | Courcellois   | 4,31             | 87 (2022)                         | 20                 |
| Crépey                      | 54143      | Crépeyens     | 20,9             | 386 (2022)                        | 18                 |
| Crézilles                   | 54146      | Crézillois    | 9,53             | 301 (2022)                        | 32                 |
| Dolcourt                    | 54158      | Dolcourtois   | 6,19             | 147 (2022)                        | 24                 |
| Favières                    | 54189      | Fabériens     | 29,5             | 581 (2022)                        | 20                 |
| Fécocourt                   | 54190      |               | 7,86             | 106 (2022)                        | 13                 |
| Gélaucourt                  | 54218      | Gillois       | 2,26             | 49 (2022)                         | 22                 |
| Gémonville                  | 54220      |               | 9,03             | 76 (2022)                         | 8,4                |
| Germiny                     | 54223      |               | 11,85            | 188 (2022)                        | 16                 |
| Gibeaumeix                  | 54226      |               | 7,8              | 175 (2022)                        | 22                 |
| Grimonviller                | 54237      | Grimonvillois | 4,78             | 113 (2022)                        | 24                 |
| Mont-l'Étroit               | 54379      |               | 6,42             | 95 (2022)                         | 15                 |
| Mont-le-Vignoble            | 54380      |               | 4,12             | 415 (2022)                        | 101                |
| Moutrot                     | 54392      | Mutriciens    | 7,26             | 320 (2022)                        | 44                 |
| Ochey                       | 54405      |               | 18,06            | 522 (2022)                        | 29                 |
| Pulney                      | 54438      |               | 4,4              | 55 (2022)                         | 12                 |
| Saulxerotte                 | 54494      |               | 3,15             | 101 (2022)                        | 32                 |
| Saulxures-lès-Vannes        | 54496      | Saulxurois    | 18,04            | 371 (2022)                        | 21                 |
| Selaincourt                 | 54500      |               | 10,86            | 187 (2022)                        | 17                 |
| Thuilley-aux-Groseilles     | 54523      |               | 9,12             | 434 (2022)                        | 48                 |
| Tramont-Émy                 | 54529      |               | 3,91             | 28 (2022)                         | 7,2                |
| Tramont-Lassus              | 54530      |               | 5,76             | 91 (2022)                         | 16                 |
| Tramont-Saint-André         | 54531      |               | 6,88             | 62 (2022)                         | 9                  |
| Uruffe                      | 54538      |               | 13,05            | 367 (2022)                        | 28                 |
| Vandeléville                | 54545      |               | 9,86             | 211 (2022)                        | 21                 |
| Vannes-le-Châtel            | 54548      | Vanneaux      | 17,3             | 511 (2022)                        | 30                 |
| Vicherey                    | 88504      | Viscariens    | 5,88             | 158 (2022)                        | 27                 |

### Démographie
| 1968  | 1975  | 1982  | 1990  | 1999  | 2009   | 2014   | 2020   |
| ----- | ----- | ----- | ----- | ----- | ------ | ------ | ------ |
| 9 161 | 8 379 | 8 748 | 9 112 | 9 696 | 10 968 | 11 365 | 11 261 |

### Économie
La communauté de communes fait partie des dix premiers territoires de l'expérimentation Territoires zéro chômeur de longue durée. Les entreprises à but d'emploi sont La Fabrique créée en 2016, qui réalise du maraîchage, des travaux forestiers et tient une recyclerie, et De Laine en Rêves, créée en 2018 pour valoriser la laine produite localement en produits de literie.

## Administration

### Siège
Le siège de la communauté de communes est situé à Colombey-les-Belles.

### Les élus
Le conseil communautaire de la communauté de communes se compose de 57 conseillers, élus pour une durée de six ans.
Ils sont répartis comme suit :
| Nombre de conseillers | Communes |
| --------------------- | --- |
| 5                     | Colombey-les-Belles |
| 4                     | Blénod-lès-Toul |
| 2                     | Allain, Allamps, Barisey-au-Plain, Bulligny, Crépey, Favières, Mont-le-Vignoble, Ochey, Saulxures-lès-Vannes, Thuilley-aux-Groseilles, Uruffe, Vannes-le-Châtel |
| 1 (+1 suppléant)      | les 24 autres communes |

### Présidence
| Période                                  | Période  | Identité            | Étiquette | Qualité                       |
| ---------------------------------------- | -------- | ------------------- | --------- | ----------------------------- |
| Les données manquantes sont à compléter. |          |                     |           |                               |
| ?                                        | 2014     | Christian Daynac    | DVG       | Maire d'Allamps (2001 → 2014) |
| 2014 (Réélu en 2020.)                    | En cours | Philippe Parmentier | PS        | Maire d'Ochey (depuis 2001)   |

### Régime fiscal et budget
Le régime fiscal de la communauté de communes est la fiscalité professionnelle unique (FPU).